# Druga divizija (Portugal)
Druga divizija (u izvorniku: II Divisão Série, prije zvana kao Druga divizija B) bilo je portugalsko trećeligaško nogometno natjecanje do sezone 2012.–'13, kada se promijenio sustav natjecanja.
Dijelila se na tri zemljopisna područja, svako po 18 klubova:
- sjeverno
- središnje
- južno

Sustav se promijenio u sezoni 2005/06., jer se smanjio broj prvoligaša s 18 na 16, tako da se trebao napraviti zahvat i u nižim ligama. Za sezonu 2005/06., liga je po ovom zemljopisnom kriteriju organizirana kao:
- Série A
- Série B
- Série C
- Série D

U drugom dijelu, pobjednik Série A igrao je s pobjednikom Série B za odrediti koja će momčad ići u Ligu de Honru. Isto je bilo i s pobjednicima Série C i D.
Posljednje momčadi u Série A, B, C i D ispadale su u niže natjecanje, portugalsku Treću diviziju.
Prije sezone 1990/91.,  i organiziranja Lige de Honre, Druga divizija je bila druga razina portugalske ljestvice ligaških razreda. Sustav je bio takav, da su pobjednici triju "serija" bili promaknuti u viši razred. 

Također, pobjednici su igrali međusobni mali turnir za sveukupnog prvaka Druge divizije. 

Više godina, slični mali turnir, imena liguilha, koji je za sudionike imao doprvake svake "Serie" i četvrtog najslabije plasiranog iz Prve divizije, a pobjednik je izborio pravo sudjelovanja u Prvoj diviziji iduće sezone.

## Povijest
(popis nepotpun)
Pobjednici skupina:
- 2006/07.: 
  - Série A: Freamunde
  - Série B: União Madeira
  - Série C: Fátima
  - Série D: Real iz Queluza

Doigravanje za Ligu de Honru (dva idu dalje):
- 1. krug

Real - Fátima 2:3

União - Freamunde 1:1
- uzvrati

Fátima - Real 4:1
Freamunde - União 1:0
Završnica: 

Freamunde - Fátima 1:0
| Nogomet u Portugalu              | Nogomet u Portugalu |
| -------------------------------- | --- |
|                                  | |
| Portugalski nogometni savez      | |
|                                  | |
| Reprezentacije                   | Reprezentacija • U-21 |
|                                  | |
| Ligaška natjecanja               | Primeira Liga • Segunda Liga • Druga divizija • Treća divizija                                                                   |
|                                  | |
| Kup natjecanja                   | Taça de Portugal • Taça da Liga • Supertaça Cândido de Oliveira • Campeonato de Portugal (1921. – 1938.) • Taça Ribeiro dos Reis |
|                                  | |
| Popis klubova • Popis nogometaša | |

| Nogomet u Portugalu              | Nogomet u Portugalu |
| -------------------------------- | --- |
|                                  | |
| Portugalski nogometni savez      | |
|                                  | |
| Reprezentacije                   | Reprezentacija • U-21 |
|                                  | |
| Ligaška natjecanja               | Primeira Liga • Segunda Liga • Druga divizija • Treća divizija                                                                   |
|                                  | |
| Kup natjecanja                   | Taça de Portugal • Taça da Liga • Supertaça Cândido de Oliveira • Campeonato de Portugal (1921. – 1938.) • Taça Ribeiro dos Reis |
|                                  | |
| Popis klubova • Popis nogometaša | |